# Cyrena

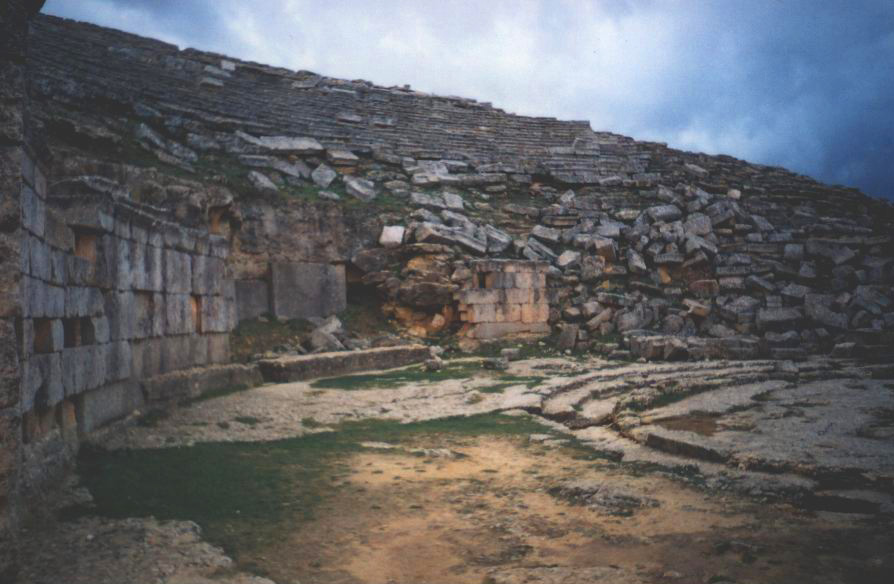
Teatr

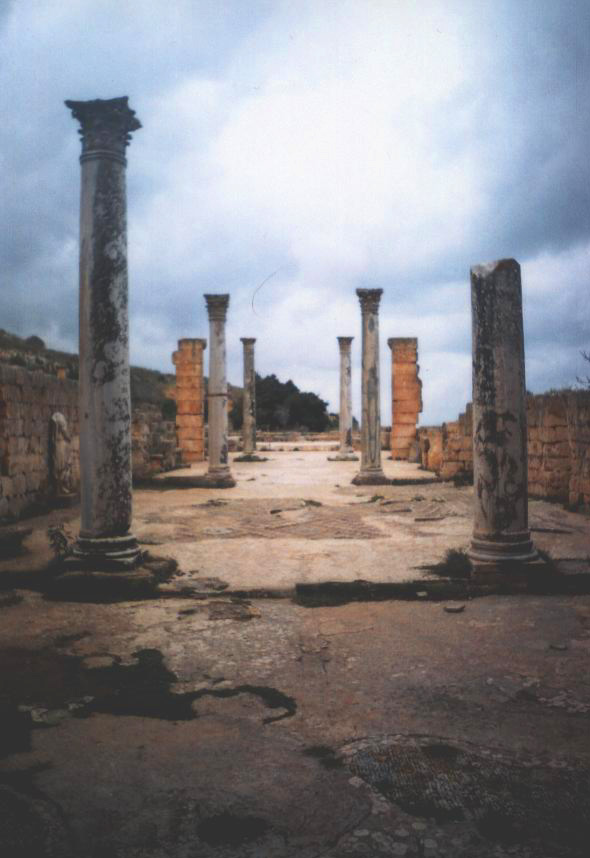
Kolumnada

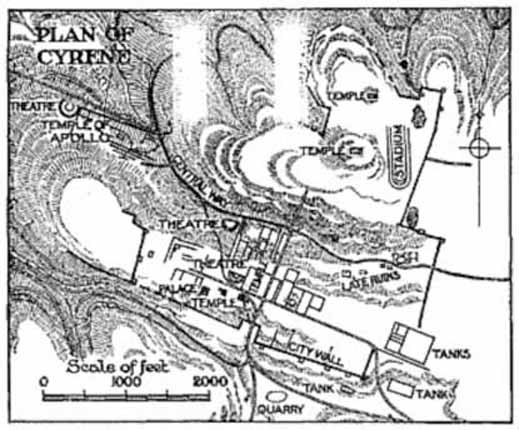
Plan wykopalisk z 1860

Cyrena (gr. Κυρήνη Kyrēnē) – starożytne miasto położone w północnej Libii, w prowincji Cyrenajka, ok. 16 km od Morza Śródziemnego na płaskowyżu o wysokości 550 m n.p.m. Niedaleko miasta znajdował się port Apollonia, początkowo również samodzielne miasto, od końca VII wieku p.n.e. traktowane jako port Cyreny. Apollonię z Cyreną łączyła tzw. droga królewska, zbudowana przez legionistów rzymskich ok. 100 n.e., w miejscu której dziś biegnie nowoczesna droga asfaltowa.

## Okres grecki
Cyrena została założona między rokiem 675 a 650 p.n.e. (wiele źródeł podaje rok 630 p.n.e.) przez Dorów z Santorynu, a następnie sama była metropolią dla wielu kolonii. Szczegóły opisujące założenie miasta podaje Herodot w IV księdze swych Dziejów. Była największym i najważniejszym z greckich pentapolis w północnej Afryce. Początkowo panowali tu królowie z rodu Battiadów, około roku 460 p.n.e. zaprowadzono ustrój republikański. Podczas ateńskiego najazdu na Sycylię (415–413 p.n.e.), epizodu wojny peloponeskiej, miasto udzieliło pomocy obu stronom. W 401 p.n.e. w Cyrenie na krótko zapanowała tyrania, wybuchła też wojna domowa. Odkrycia archeologiczne wskazują na dużą zamożność mieszkańców i sugerują rozmyślne trzymanie się z dala od greckiej polityki (brak też widocznych wpływów egipskich). Po śmierci Aleksandra Wielkiego Cyrena znalazła się w rękach dynastii Ptolemeuszy, a następnie przeszła w ręce Rzymian i została stolicą prowincji Cyrenajka obejmującej również Kretę.
Z Cyreny pochodzili tacy słynni filozofowie i uczeni starożytności jak: Arystyp, Karneades, Eratostenes i poeta Kallimachos oraz późniejszy biskup Ptolemaidy Synezjusz.
W okresie greckim jeden z głównych towarów eksportowych Cyreny na cały obszar śródziemnomorski, objęty monopolem państwowym, stanowił sylfion (łac. silphium), sok o znaczeniu medycznym pozyskiwany z niezidentyfikowanej dziś rośliny, która wyginęła w czasach rzymskich.

## Okres rzymski
W czasach Sulli mieszkańcy miasta zostali podzieleni na cztery grupy: obywatele, rolnicy, obcy i Żydzi. Ci ostatni zostali pozbawieni równych praw, jakie mieli w stosunku do pozostałych grup za czasów Ptolemeuszy. W połączeniu z aspektami religijnymi wywoływało to rozruchy. Do powstań doszło między innymi w roku 73 n.e. za czasów Wespazjana i ponownie w latach 115–117 za panowania cesarza Trajana. Bunty zostały stłumione, ale jak podaje Kasjusz Dion (LXVIII 32), w drugim z nich, obejmującym również Egipt i Cypr, około 200 000 Greków i Rzymian poniosło śmierć. W wyniku pacyfikacji Libia została tak wyludniona, że kilka lat później trzeba było zakładać nowe osiedla – tak przynajmniej podaje Euzebiusz z Cezarei.
Cyrena pozostawała ważnym ośrodkiem handlowym i morskim aż do trzęsienia ziemi, które zniszczyło miasto w roku 365. Ammianus Marcellinus opisał je jako opuszczone, a urodzony w Cyrenie około roku 373 Synezjusz podaje, że miasto było rumowiskiem wydanym na pastwę koczowników. Upadek Cyreny przypieczętowały najazdy arabskie w VII wieku.

## Cyrena w Biblii
Według Biblii z Cyreny pochodził Szymon Cyrenejczyk, który według Nowego Testamentu pomagał nieść krzyż Chrystusowi. 51 dni później, na żydowskim święcie Pięćdziesiątnicy, była obecna spora liczba osób m.in. z różnych „części Libii, które leżą blisko Cyreny” (Dz 2:10). Chrześcijaństwo w Antiochii Syryjskiej zapoczątkowały również osoby pochodzące z Cyreny (Dz 11:20). W okresie gdy święty Paweł rozpoczynał swą pierwszą podróż misjonarską ok. 47 r. n.e., wśród proroków i nauczycieli w Antiochii wymieniono Lucjusza Cyrenejczyka (Dz 13:1). W Dziejach Apostolskich 6:9 mowa jest o Cyrenejczykach, którzy toczyli spór ze Szczepanem w Jerozolimie.

## Prace archeologiczne
Obecnie Cyrena jest stanowiskiem archeologicznym niedaleko wioski Szahhat. Najokazalszym zabytkiem są ruiny świątyni Apolla pochodzące z VII wieku p.n.e. Inne to ruiny świątyni Demeter i częściowo odkopane ruiny świątyni Zeusa – zniszczone na rozkaz Kadafiego w lecie 1978 roku. Pomiędzy Cyreną a Apollonią znajduje się wielka (około 10 km²) i bardzo dobrze zachowana nekropolia.
Ostatnio odkryto również zespół 76 nienaruszonych posągów rzymskich pochodzący z II wieku p.n.e. Ocalały one dzięki przysypaniu przez zawaloną podczas trzęsienia ziemi z 376 roku ścianę budynku, w którym stały.
W latach 80. XX wieku w górach w okolicy Cyreny prowadzili wykopaliska archeolodzy włoscy i libijscy, badający groty skalne, w których ukrywali się chrześcijanie przed prześladowaniami Rzymian. Z tym regionem Koptowie łączą postać św. Marka Ewangelisty, który według ich tradycji poniósł śmierć męczeńską w Aleksandrii, a urodzić się miał właśnie w okolicy Cyreny.